# Titleholders Championship
Fondé en 1937, il se déroulait, comme le Masters chez les hommes, à Augusta, mais sur un autre parcours, le Augusta Country Club. Ce tournoi était ouvert, sur invitation à des jeunes amatrices et professionnelles.
C'est en 1948 que la première bourse vit le jour. 
En 1966, le tournoi s'interrompit jusqu'en 1972 où il eut lieu en Caroline du Nord, à Southern Pines. Cette édition de 1972 est la dernière édition du tournoi.
Bien que la naissance officielle de la LPGA eut lieu en 1950, toutes les éditions de ce tournoi sont considérées comme des victoires en Majeurs.
Dans les années 1990, le nom Titleholders fut repris pour un tournoi de qui dura de 1996 à 1999.

## Palmarès
| année   | Vainqueur                | Nationalité    |
| ------- | ------------------------ | -------------- |
| 1937    | Patty Berg               |                |
| 1938    | Patty Berg               |                |
| 1939    | Patty Berg               |                |
| 1940    | Betty Hicks              |                |
| 1941    | Dorothy Kirby            |                |
| 1942    | Dorothy Kirby            |                |
| 1943-45 | Pas de tournoi           | Pas de tournoi |
| 1946    | Louise Suggs             |                |
| 1947    | Babe Zaharias            |                |
| 1948    | Patty Berg               |                |
| 1949    | Peggy Kirk               |                |
| 1950    | Babe Zaharias            |                |
| 1951    | Pat O'Sullivan (amateur) |                |
| 1952    | Babe Zaharias            |                |
| 1953    | Patty Berg               |                |
| 1954    | Louise Suggs             |                |
| 1955    | Patty Berg               |                |
| 1956    | Louise Suggs             |                |
| 1957    | Patty Berg               |                |
| 1958    | Beverly Hanson           |                |
| 1959    | Louise Suggs             |                |
| 1960    | Fay Crocker              |                |
| 1961    | Mickey Wright            |                |
| 1962    | Mickey Wright            |                |
| 1963    | Marilynn Smith           |                |
| 1964    | Marilynn Smith           |                |
| 1965    | Kathy Whitworth          |                |
| 1966    | Kathy Whitworth          |                |
| 1967-71 | Pas de tournoi           | Pas de tournoi |
| 1972    | Sandra Palmer            |                |